# نیوزیلند در المپیک تابستانی ۲۰۲۴
کاروان المپیکی نیوزیلند یکی از کاروان‌های شرکت‌کننده در بازی‌های المپیک تابستانی ۲۰۲۴ بود. این دوره از بازی ها از ۲۶ ژوئیه تا ۱۱ اوت ۲۰۲۴ (۵ تا ۲۱ امرداد ۱۴۰۳ خورشیدی) به میزبانی پاریس، پایتخت فرانسه برگزار شد. این حضور، بیست و پنجمین حضور کاروان مستقل این کشور بود. نخستین حضور مستقل آنها به المپیک ۱۹۲۰ در آنتورپ باز‌می‌گردد. آنها از آن زمان تا کنون در تمامی ادوار المپیک حاضر بودند. این حضور، بهترین و موفق‌ترین کاروان نیوزیلند در المپیک محسوب می‌شد، که در آن توانستند رکورد بیشترین مدال کسب شده نیوزیلند مربوط به المپیک ۲۰۲۰ با ۲۰ مدال را تکرار و از سد رکورد بیشترین طلای کسب شده در المپیک ۱۹۸۴ لس‌آنجلس با ۸ مدال طلا را بشکنند. 
در پایان این دوره نیوزیلند با کسب ۱۰ مدال طلا، ۷ نقره و ۳ برنز در جایگاه یازدهم رده‌بندی نهایی این دوره از بازی‌ها قرار گرفت.

## مدال‌آوران
| مدال | ورزشکار | ورزش             | ماده                      | تاریخ    |
| ---- | --- | ---------------- | ------------------------- | -------- |
| طلا  | تیم ملی هاکی ۷ نفره زنان نیوزیلند - میکائلا بلاید - جازمین هوتام - سارا هیرینی (c) - تایلا کینگ - جورجیا میلر - مانایا انکو - ماهینا پائل - ریسی پوری-لین - آلینا سایلی - ترزا فیتزپاتریک - استیسی فلولر - پورتیا وودمن | راگبی ۷ نفره     | مسابقات زنان              | ۳۰ ژوئیه |
| طلا  | بروک دانوهیو لوسی اسپورز | روئینگ           | اسکال دونفره زنان         | ۱ اوت    |
| طلا  | فین بوچر | قایقرانی         | کایاک اسلالوم کراس مردان  | ۵ اوت    |
| طلا  | اولیویا برت لیسا کارینگتون آلیسیا هاسکین تارا وون | قایقرانی         | کایاک ۴ نفره ۵۰۰ متر زنان | ۸ اوت    |
| طلا  | الس اندروز | دوچرخه‌سواری      | کایرین زنان               | ۸ اوت    |
| طلا  | لیسا کارینگتون آلیسیا هاسکین | قایقرانی         | کایاک دونفره ۵۰۰ متر      | ۹ اوت    |
| طلا  | هیمیش کر | دو و میدانی      | پرش ارتفاع مردان          | ۱۰ اوت   |
| طلا  | لیسا کارینگتون | قایقرانی         | کایاک یک‌نفره ۵۰۰ متر      | ۱۰ اوت   |
| طلا  | لیدیا کو | گلف              | مسابقات زنان              | ۱۰ اوت   |
| طلا  | الس اندروز | دوچرخه‌سواری      | سرعت زنان                 | ۱۱ اوت   |
| نقره | هیدن وایلد | سه‌گانه           | انفرادی مردان             | ۳۱ ژوئیه |
| نقره | مت مک‌دونالد الیور مکلین تام ماری لوگن اولریک | روئینگ           | چهارنفره مردان            | ۱ اوت    |
| نقره | آیزاک مک‌هاردی ویلیام مک‌کنزی | قایقرانی بادبانی | 49er                      | ۲ اوت    |
| نقره | اما توئیگ | روئینگ           | انفرادی دو پارو زنان      | ۳ اوت    |
| نقره | الس اندروز شان فولتن ربکا پچ | دوچرخه‌سواری      | سرعت تیمی زنان            | ۵ اوت    |
| نقره | الی وولستن برایونی بوتا امیلی شیرمن نیکول شیلدز | دوچرخه‌سواری      | تعقیبی سرعت زنان          | ۷ اوت    |
| نقره | مدی وشی | دو و میدانی      | پرتاب وزنه زنان           | ۹ اوت    |
| برنز | جکی گولر فیبی اسپورز داوینا وادی کری ویلیامز | روئینگ           | چهارنفره زنان             | ۱ اوت    |
| برنز | اریکا داوسون مایکا ویلکینسون | قایقرانی بادبانی | مختلط ناکرا ۱۷            | ۸ اوت    |
| برنز | الی وولستن | دوچرخه‌سواری      | اومنیوم زنان              | ۱۱ اوت   |

## مقامات
نیگل آوری ریاست کاروان نیوزیلند را در این دوره از بازی ها برعهده داشت.

## شرکت‌کنندگان
در جدول زیر، جزئیات کلی ورزشکاران نیوزیلند ارائه شده است.
| ورزش             | مردان | زنان | کل  |
| ---------------- | ----- | ---- | --- |
| شنای موزون       | ۰     | ۲    | ۲   |
| دو و میدانی      | ۸     | ۹    | ۱۷  |
| قایقرانی         | ۵     | ۷    | ۱۲  |
| دوچرخه‌سواری      | ۹     | ۱۱   | ۲۰  |
| شیرجه            | ۰     | ۱    | ۱   |
| سوارکاری         | ۲     | ۲    | ۴   |
| هاکی روی چمن     | ۱۶    | ۰    | ۱۶  |
| فوتبال           | ۱۸    | ۱۸   | ۳۶  |
| گلف              | ۲     | ۱    | ۳   |
| ژیمناستیک        | ۱     | ۲    | ۳   |
| جودو             | ۰     | ۲    | ۲   |
| روئینگ           | ۹     | ۱۱   | ۲۰  |
| راگبی ۷ نفره     | ۱۲    | ۱۲   | ۲۴  |
| قایقرانی بادبانی | ۶     | ۶    | ۱۲  |
| تیراندازی        | ۱     | ۱    | ۲   |
| سنگ‌نوردی         | ۱     | ۱    | ۲   |
| موج‌سواری         | ۱     | ۱    | ۲   |
| شنا              | ۴     | ۵    | ۹   |
| تنیس             | ۰     | ۲    | ۲   |
| سه‌گانه           | ۲     | ۲    | ۴   |
| وزنه‌برداری       | ۱     | ۰    | ۱   |
| کشتی             | ۰     | ۱    | ۱   |
| کل               | ۹۸    | ۹۷   | ۱۹۵ |